# Don't Hang Up
Don't Hang Up is een nummer van 10cc. Het is afkomstig van hun album How Dare You!. Het is een compositie van Kevin Godley en Lol Creme. Het is de afsluiter van het album en beide heren zouden de band verlaten.
Het lied gaat over een uitgegane liefde, waarbij de zanger al talloze keren gebeld heeft om zijn ex-geliefde aan de telefoonlijn te krijgen. Hij doet zijn levensverhaal na de verbreking in de hoop dat ze zal luisteren. Na zes minuten heeft ze er schijnbaar genoeg van; bij het laatste Don't hang up mag de beller zijn zin niet meer afmaken: Don't say……..gevolgd door de in-gesprek-toon.

## Musici
- Kevin Godley – zang, cabasa, castagnetten, geklap, achtergrondzang
- Lol Creme – piano, maraca's, geklap, gizmo, moog, achtergrondzang
- Graham Gouldman – basgitaar, Spaanse gitaar, geklap,  achtergrondzang
- Eric Stewart - gitaar, achtergrondzang
- Mair Jones – harp